# Ganèshides
Els ganèshides (Ganeshida) són un ordre de ctenòfors de las classe dels tentaculats.

## Taxonomia
L'ordre Ganeshida inclou una família amb un sol gènere i dues espècies:
- Família Ganeshidae Moser, 1907
  - Gènere Ganesha Moser, 1907
    - Ganesha annamita Dawydoff, 1946
    - Ganesha elegans (Moser, 1903)